# Шведський інститут космічної фізики

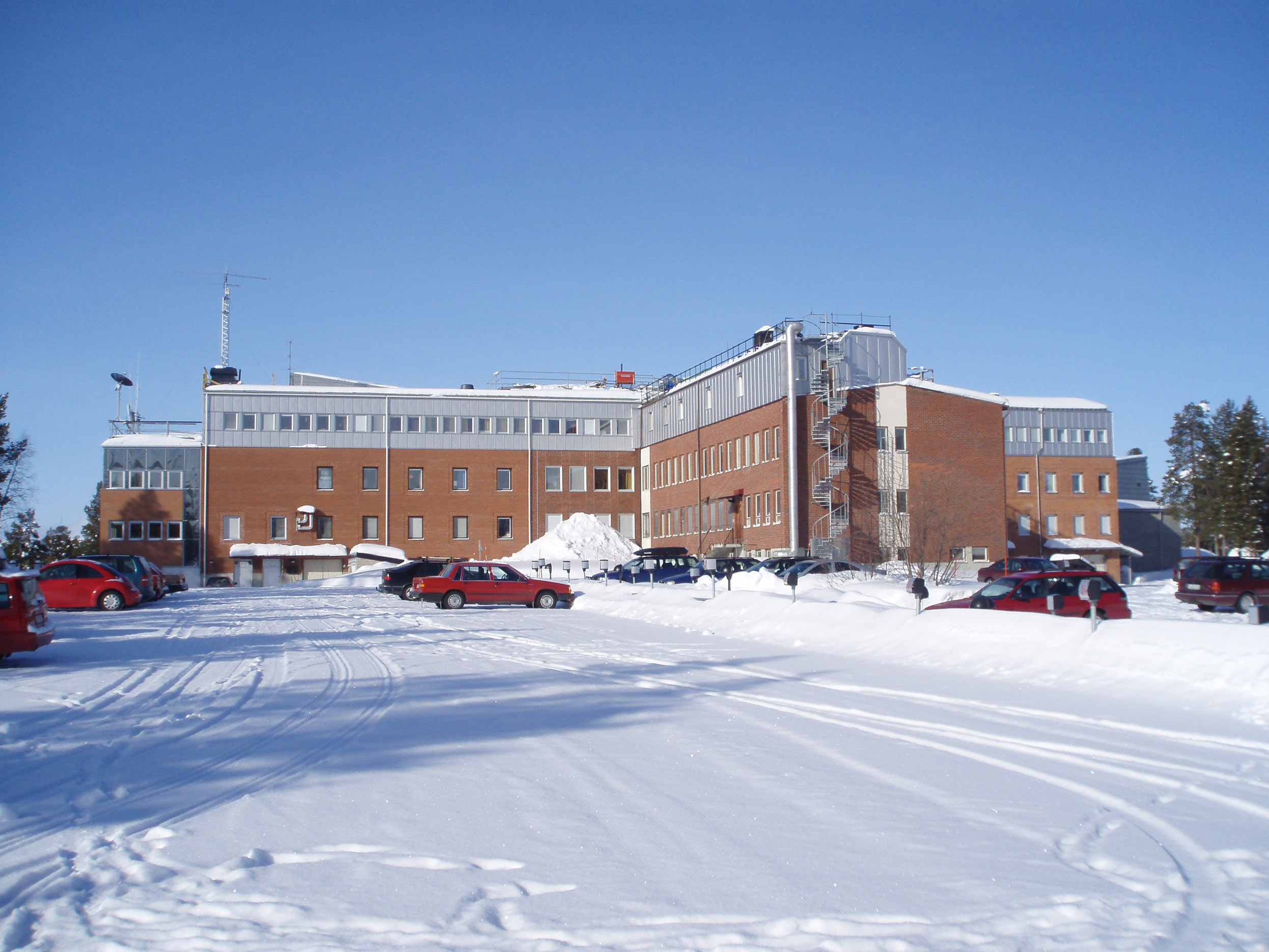
Головна будівля інституту

Шведський інститут космічної фізики (швед. Institutet för rymdfysik, або IRF) — державний науково-дослідний інститут в Швеції. Головний офіс розміщений у Кіруні, також є підрозділи в Умео, Упсалі та Лунді. Інститут проводить дослідження оксмічної та навколоземної плазми, зокрема, вивчаючи космічну погоду, полярне сяйво, іоносферу та магнітосферу Землі та інших небесних тіл. Інститут бере участь у створенні інстументів, які працюють на висотних повітряних кулях, метеорологічних ракетах і космічних апаратах.

## Організація
Штаб-квартира Інституту космічної фізики розташована в Лапландії, в місті Кіруна. Сфера відповідальності інституту також охоплює роботу, виконану в університетах Умео, Упсали і Лунда. Інституту підпорядковані обсерваторія Люкселе та інфразвукову вимірювальну станцію в Ємтоні в комуні Лулео. В інституті працює близько сотні співробітників.

## Історія
Інститут заснувала Шведська королівська академія наук в 1957 році як Кірунську геофізичну обсерваторію. У 1973 році ця обсерваторія під назвою Кірунський геофізичний інститут стала урядовою установою, підпорядкованою Міністерству освіти Швеції.
В Упсалі космічні дослідження розпочалася в 1952 році, коли була створена Упсальська іоносферна обсерваторія станція при Шведському дослідницькому центрі оборони. У 1976 році обсерваторію приєднали до Інституту космічної фізики.
Обсерваторія Люкселе створена в 1957 році під егідою дослідницького центру оборони і приєднана до інституту в 1970 році.

## Директори
- 1957—1994 Бенгт Хультквіст[sv]
- 1994—2003 Річард Лундін[sv]
- 2003—2015 Ларс Еліассон
- 2015—2021 Станіслав Барабаш[sv]
- 2021 — Олле Норберг[sv]

## Діяльність
Дослідження інституту зосереджені на таких темах:
- Вивчення тропосфери, стратосфери та мезосфери Землі[6].
- Вивчення Сонця, сонячної корони, космічного середовища, взаємодії між сонячним вітром і Землею та її магнітосферою[7].
- Порівняльне вивчення еволюції та динаміки різних небесних об'єктів (планет, супутників, астероїдів, комет, метеороїдів) та їх взаємодії з сонячним вітром[8].
- Дослідження плазми у Всесвіті на основі спостережень із Землі та з космосу[9].

## Наукові прилади на супутниках і космічних апаратах

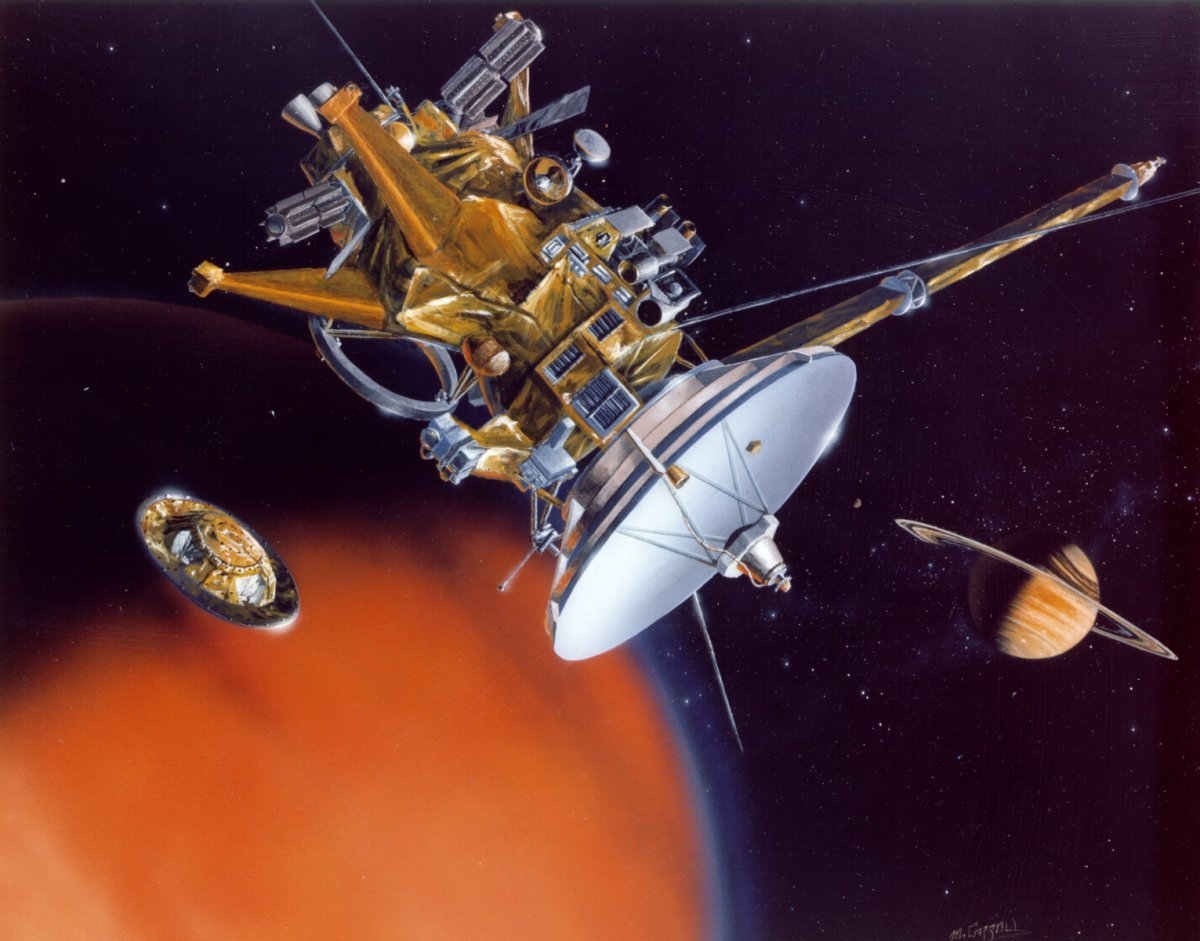
На цьому художньому зображенні апарата Кассіні в системі Сатурна видно зонд Ленгмюра, розроблений Інститутом космічної фізики (маленька паличка з кулькою на кінці в нижній лівій частині космічного апарата, ліворуч від великої параболічної антени).

Інститут розробляє наукові прилади на борту космічних апаратів. Він брав участь у розробці трьох інструментів японсько-європейського космічного зонда BepiColombo до Меркурія, інструменту PEP європейського космічного зонда JUICE до Юпітера та близько тридцяти інших інструментів. Інститут також виконує дослідження за допомогою метеорологічних ракет та аеростатів, використовуючи близькість до стартової бази Есрейндж, розташованої поблизу Кіруни.